# 朱惠良
朱惠良（1950年12月16日—），台灣政治人物，曾經代表新黨任職立法委員。於2000年時曾與許信良搭配競選正副總統。2005年時應台北縣長當選人周錫瑋之邀，出任台北縣政府文化局局長。
| 1        | 宋楚瑜、張昭雄 | 無黨籍        | 4,664,972票 | 36.84%                             |                                    |
| 2        | 連戰、蕭萬長   | 中國國民黨    | 2,925,513票 | 23.10%                             |                                    |
| 3        | 李敖、馮滬祥   | 新黨          | 16,782票    | 0.13%                              |                                    |
| 4        | 許信良、朱惠良 | 無黨籍        | 79,429票    | 0.63%                              |                                    |
| 5        | 陳水扁、呂秀蓮 | 民主進步黨    | 4,977,697票 | 39.30%                             | 當選                               |
| 選舉日期 | 選舉日期       | 2000年3月18日 | 選舉人數    | 15,462,625人                       | 15,462,625人                       |
| 投票率   | 投票率         | 82.69%        | 投票人數    | 有效：12,664,393人 無效：122,278人 | 有效：12,664,393人 無效：122,278人 |

## 外部連結
- 立法院全球資訊網－立法委員－朱惠良委員簡介 （页面存档备份，存于）
- 立法院全球資訊網－立法委員－朱惠良委員簡介 （页面存档备份，存于）

- 踢爆連戰醜聞跨進立法院　朱惠良怒推《公視法》嚇死媒體 （页面存档备份，存于）